# Kecskeméti Elek János
Kecskeméti Elek János, Kecskeméti Alexis János (Kecskemét?, 1570-es évek? — Nagybánya, 1618 vagy Nagyvárad, 1619) református lelkész.

## Élete
Valószínűleg kecskeméti származású. 1589-ben a debreceni főiskolában tanult; 1596. szeptember 22-én a wittenbergi egyetemen iratkozott be és innét 1598. júniustól Heidelbergben tanult. 1608-ban már sárospataki tanár volt és Vásárhelyi Jánossal együtt vezette az iskola ügyeit; 1609-ben pedig ugyanott lelkész, később egyszersmind zempléni esperes. 1610-ben jelent volt a nagyváradi zsinaton. 1617-ben elején Nagybányára ment papnak. Ugyanezen évben részt vett a Szilvásujfalusi Imre ellen tartott váradi gyűlésben.
Nevét Joh. Alexis Kecskemétinek is írta és ezért Kecskeméti Elekes Jánosnak nevezték el.

## Munkája
- Az Daniel Propheta Könyvenek, az Szent Iras szerint való igaz magyarazattya, Mellyet rövid Praedicatiokban foglalt volt Kecskemeti A. Ianos ... Holta utan peniglen, meg maradot Özvegyetül közönsegesse tetettetven, szem eleiben ki bocsattatot... Debreczen, 1621 (Ajánlotta Margitai Peter, a Kallai Ecclesianak Tanitoja, Caplan, Rakotzi György borsodi fö ispannak, Kalloban die 20. Martii Anni 1621.)
  - modern kiadása: Kecskeméti Alexis János prédikációs könyve. Dániel próféta könyvének magyarázata; sajtó alá rend., jegyz. Szuromi Lajos, tan. Gombáné Lábos Olga; Akadémiai, Bp., 1974 (Régi magyar prózai emlékek)

Az Szent János jelenéseire irott Predicaciok c. munkájáról Szenczi Molnár Albert 1621-ben kiadott imádságos könyve előszavában így emlékezik: Miglen Rákóczi György vramnak ... intesire irott predikacióit is kibocsathatandom...
Bod még két munkáját említi, melyeket azonban nem ő írt.